# ریچارد کیو

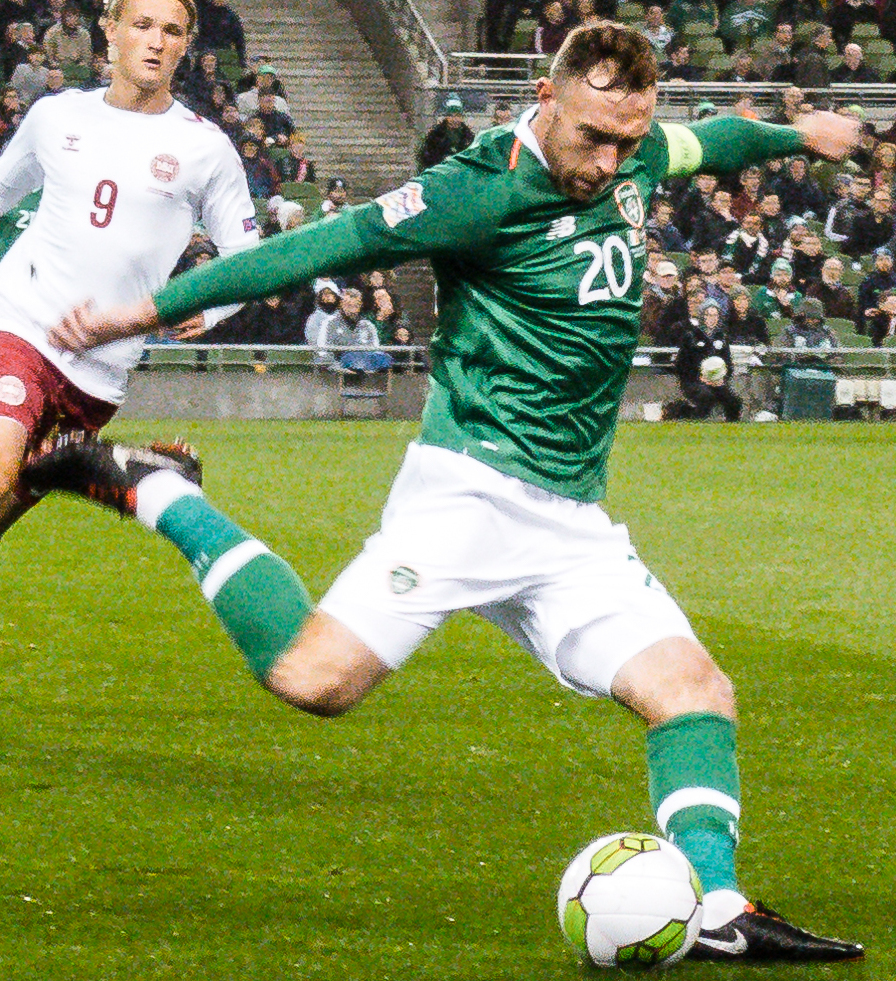
ریچارد جان کیو در مقابل حریف دانمارکی

ریچارد جان کیو (انگلیسی: Richard John Keogh؛ زادهٔ ۱۱ اوت ۱۹۸۶) بازیکن فوتبال اهل ایرلند است.
از باشگاه‌هایی که در آن بازی کرده‌است می‌توان به استوک سیتی، بریستول سیتی، وایکام واندررز، هادرسفیلد تاون، کارلایل یونایتد، چلتنهام تاون، کاونتری سیتی، دربی کانتی و میلتون کینز دونز اشاره کرد.
وی همچنین در تیم ملی فوتبال جمهوری ایرلند بازی کرده‌است.